# 레아 살롱가
레아 살롱가(Lea Salonga, 1971년 2월 22일 ~ )는 필리핀의 가수, 배우이며, 뮤지컬 《미스 사이공》에서 맡은 역할로 유명하다. 필리핀 마닐라 출생이며 원적지는 필리핀 앤젤레스 시티이다.
살롱가는 1992년 영화 《알라딘》에서 자스민 공주, 1998년 영화 《뮬란》에서는 파뮬란의 노래 목소리를 연기하였다.
또한 레아 살롱가는 뮤지컬 《레미제라블》의 1995년 10주년 기념콘서트에서는 에포닌 역할을 그리고 2010년 25주년 기념콘서트에서는 판틴 역할을 소화했다.

## 같이 보기
- 대중음악의 별명 목록